# دی‌دی فایفر
دی‌دی فایفر (انگلیسی: Dedee Pfeiffer؛ زادهٔ ۱ ژانویهٔ ۱۹۶۴) یک هنرپیشه اهل ایالات متحده آمریکا است. وی از سال ۱۹۸۵ میلادی تاکنون مشغول فعالیت بوده‌است.

## گزیده فیلمشناسی
از فیلم‌ها یا برنامه‌های تلویزیونی که وی در آن نقش داشته‌است می‌توان به آثار زیر اشاره کرد.
- تمام شب (۱۹۸۷)
- آهنگ در فردا (۱۹۹۰)
- فروپاشی (۱۹۹۳)
- خصوصی و شخصی (۱۹۹۶)
- دوستان (مجموعه تلویزیونی) (۲۰۰۲)
- خانواده من (فیلم)
- فرانکی و جانی (۱۹۹۱)
- سوپرنچرال (۲۰۰۷)
- سی‌اس‌آی: نیویورک (۲۰۰۶)